# Melaleuca sphaerodendra
Melaleuca sphaerodendra är en myrtenväxtart som beskrevs av Lyndley Alan Craven och J.W.Dawson. Melaleuca sphaerodendra ingår i släktet Melaleuca och familjen myrtenväxter.
Artens utbredningsområde är Nya Kaledonien.

## Underarter
Arten delas in i följande underarter:
- M. s. microphylla
- M. s. sphaerodendra